# Mydaea fulvicrura
Mydaea fulvicrura este o specie de muște din genul Mydaea, familia Muscidae. A fost descrisă pentru prima dată de Huckett în anul 1965.
Este endemică în Ontario. Conform Catalogue of Life specia Mydaea fulvicrura nu are subspecii cunoscute.